# Nabirat
Nabirat település Franciaországban, Dordogne megyében. Lakosainak száma 350 fő (2022. január 1.). Nabirat Groléjac, Cénac-et-Saint-Julien, Domme, Léobard, Payrignac, Saint-Cirq-Madelon, Saint-Aubin-de-Nabirat és Saint-Martial-de-Nabirat községekkel határos.

## Népesség
A település népességének változása:
| Lakosok száma | 333  | 316  | 275  | 363  | 378  | 376  | 370  | 369  | 368  | 350  |
|               | 1968 | 1982 | 1990 | 2006 | 2013 | 2015 | 2017 | 2019 | 2020 | 2022 |